# ショーハウス記念館

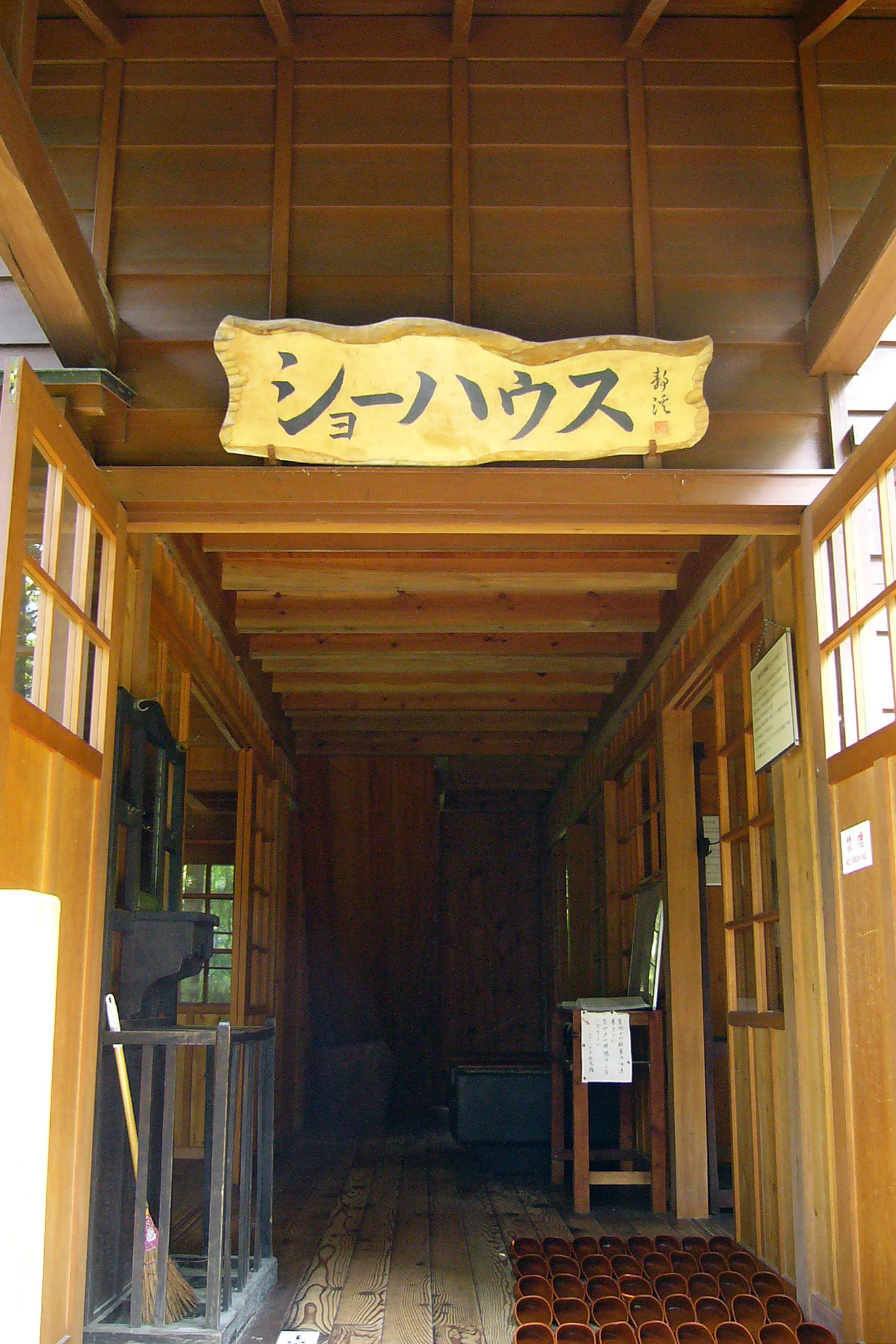
入口

ショーハウス記念館（ショーハウスきねんかん）は長野県北佐久郡軽井沢町にある歴史的建築物。

## 概要
聖公会宣教師のアレキサンダー・クロフト・ショーが1888年に軽井沢に建てた最初の別荘である。
この建物は、最初旧軽井沢の小高い丘である大塚山に建てられ、昭和初期に小坂順造によって軽井沢教会敷地内に移築・改装されていたが、ショーハウス復元委員会によって1986年にショー記念礼拝堂の隣に移築・復元された。
館内には、生前のショーの愛用品の数々が展示されている。

## 交通アクセス
- 北陸新幹線・しなの鉄道線 軽井沢駅よりバス「旧軽井沢ロータリー」下車、徒歩約10分

## 利用情報
- 開館-9時～17時（7～9月は9時～18時）
- 休館-木曜日、祝日の翌日と11月1日～3月31日、7月15日～9月15日は無休
- 入館料-無料

## 周辺情報
- ショー記念礼拝堂
- 旧軽井沢銀座
- つるや旅館
- 軽井沢聖パウロカトリック教会
- 雲場池
- 旧三笠ホテル
- 万平ホテル
- 軽井沢ユニオンチャーチ